# Calliaster erucaradiatus
Calliaster erucaradiatus is een zeester uit de familie Goniasteridae.
De wetenschappelijke naam van de soort werd in 1936 gepubliceerd door Livingstone.